# آرت ایوانز
آرت ایوانز (به انگلیسی: Art Evans) (۲۷ مارس ۱۹۴۲ – ۲۱ دسامبر ۲۰۲۴) بازیگر اهل ایالات متحده آمریکا بود.
از فیلم‌هایی که وی در آن‌ها نقش داشته‌است، می‌توان به اعتیاد به سفید بزرگ، داستان یک سرباز، کوئین توانا، مترو، جان‌سخت ۲، شب وحشت، در دل شب، بزرگ‌راه ۶۰، داستان ما، پسر بومی، سی‌بی۴، مردم بی‌رحم و سایه‌های ری اشاره کرد.